# Darkhorse
Darkhorse é o segundo álbum de estúdio da banda Crazy Town, lançado em 12 de novembro de 2002 pela gravadora Columbia Records. Inclui os singles "Drowning" e "Hurt You So Bad".
O álbum alcançou a posição #120 na Billboard 200 e #164 no Reino Unido. O álbum foi lançado sem nenhuma promoção ou tour, Crazy Town simplesmente lançou seu segundo álbum nas lojas. Vendeu menos que 13,000 unidades na primeira semana.
Crazy Town afirmou que eles não estão pessoalmente desapontados que o álbum não vendeu bem quanto seu último, The Gift of Game, considerando que eles estavam levando a banda em uma nova direção, longe do sucesso pop que eles tiveram com sua canção número 1 "Butterfly". Crazy Town se separaram alguns meses após o lançamento do álbum, citando entre outras coisas, pressão da gravadora para um sucessor de "Butterfly".
O segundo e último single, "Hurt You So Bad", tem a participação de Rivers Cuomo do Weezer na guitarra.

## Faixas
(Faixas 12 até 22 e 24 até 31 não tem som e todas possuem 4 segundos)
| N.º | Título                  | Duração |  |
| 1.  | "Decorated"             | 3:07    |  |
| 2.  | "Hurt You So Bad"       | 3:46    |  |
| 3.  | "Drowning"              | 3:19    |  |
| 4.  | "Change"                | 3:44    |  |
| 5.  | "Candy Coated"          | 4:22    |  |
| 6.  | "Waste of My Time"      | 2:56    |  |
| 7.  | "Sorry"                 | 4:15    |  |
| 8.  | "Battle Cry"            | 2:49    |  |
| 9.  | "Take It to the Bridge" | 3:18    |  |
| 10. | "Skulls and Stars"      | 4:25    |  |
| 11. | "Beautiful"             | 3:18    |  |
| 23. | "You're the One"        | 3:56    |  |
| 32. | "Them Days"             | 3:11    |  |

## Desempenho nas paradas musicais
| Parada musical (2002)           | Melhor posição |
| ------------------------------- | -------------- |
| Alemanha (Media Control Charts) | 52             |
| Estados Unidos (Billboard 200)  | 120            |
| França (SNEP)                   | 139            |
| Japão (Oricon)                  | 82             |
| Reino Unido (UK Albums Chart)   | 164            |
| Suíça (Schweizer Hitparade)     | 90             |